# Санта Рита, Гильерме де
Гилье́рме Аугу́шту Ка́у да Ко́шта де Са́нта Ри́та (порт. Guilherme Augusto Cau da Costa de Santa Rita), или сокращённо Гилье́рме де Са́нта Ри́та (порт. Guilherme de Santa-Rita), более известен под псевдонимом Са́нта Ри́та Пи́нтор (порт. Santa Rita Pintor также порт. Santa-Rita Pintor); 31 октября 1889, Лиссабон — 29 апреля 1918, Лиссабон) — португальский художник-футурист, представитель первого поколения модернизма в живописи Португалии первой четверти XX века.

## Орфография
Фамилия художника имеет древнее происхождение. Но если в португальских биографических словарях при её написании, как и в орфографии наименований населённых пунктов, не использовался дефис, то ещё при жизни художника в одном и том же издании (например, Portugal Futurista, 1917) могли встречаться различные варианты написания его псевдонима. Отсутствие нормы орфографии наблюдается и в настоящее время:
- Santa Rita Pintor[3][4][5][6]
- Santa-Rita Pintor[7][8][9]
- Pintor, Santa-Rita[10]
- Санта Рита-Пинтор, Гильерме[11]

## Жизнь и творчество
Считается родоначальником футуризма в Португалии. В 1916 году художник заявил: «В Португалии есть только один заявивший о себе футурист — это я». Единственный из художников первого поколения португальских модернистов, обладавший законченным академическим образованием. За картину «Самсон и Далила» (Sansão e Dalila) в феврале-марте 1910 года получил стипендию для обучения в Париже. Но в 1912 году был лишён этой стипендии. Молодой художник пошёл на провокацию — вместо собственной оригинальной работы предоставил комиссии копию скандальной «Олимпии» Мане. С того времени жюри из академических художников приостановило присуждение стипендий всякого рода, а Санта Рита поставил себя в безвыходное положение, что помогает понять причину, по которой другие художники стали его сторониться. В Париже сблизился с Пикассо, Маринетти и Максом Жакобом. Был дружен с Алмадой Негрейрушем. А. Ж. Сарайва и О. Лопеш отметили, что пребывание двух молодых художников в Париже в 1913—1916 годах было крайне важно для зарождения модернизма в Португалии, поскольку прибыли они из мировой культурной столицы в Лиссабон с литературными и футуристическими новостями, сведениями о других течениях искусства из первых рук. Футуристы были первыми, кто в Лиссабоне начал устраивать шумные и скандальные перформансы. Центральной среди них фигурой (не в живописи, но именно в первых перформенсах) был Санта Рита Пинтор, приобщивший к таким акциям Алмаду Негрейруша. Действа проходили в Шиаду (Chiado), богемном районе португальской столицы.
Одной из самых известных работ Санта Риты Пинтора считается незаконченная картина маслом «Голова» — ключевое произведение португальского модернизма, созданное в синтезе кубизма и футуризма в начале его зарождения около 1912 или 1913 года. Входил в состав первой группы модернистов в Лиссабоне, но никогда не выставлялся в Португалии. Фотографии работ опубликованы в журналах «Орфей» (Orpheu, 1915, № 2) и «Футуристическая Португалия» (Portugal Futurista, 1917). Принимал участие в выпуске второго номера журнала «Орфей», организованном Фернанду Пессоа, потому наряду с этим португальским поэтом, Мариу де Са-Карнейру, Алмадой Негрейрушем и Амадеу де Соуза-Кардозой стал известен в истории культуры Португалии как представитель так называемого поколения «Орфея» (Geração d’Orpheu).
В «Орфее» (1915, № 2) были опубликованы фотографии четырёх коллажей:
- Estojo scientífico de uma cabeça + aparelho ocular + sobreposição dynamica visual + reflexos de ambiente x luz (SENSIBILIDADE MECHANICA), коллаж; 1914
- Compenetração estática interior de uma cabeça = complementarismo congénito absoluto (SENSIBILIDADE LITHOGRAPHICA), коллаж; 1913
- Syntese geometral de uma cabeça x infinito plástico de ambiente x transcendentalismo físico (SENSIBILIDADE RADIOGRAPHICA), коллаж; 1913
- Decomposição dynamica de uma mesa + estylo do movimento (INTERSECCIONISMO PLASTICO), коллаж; 1912

М. М. Мазняк в диссертации о поэтическом творчестве Мариу де Са-Карнейру отметила, что в поэме «Маникюр» «автор наглядно демонстрирует синтетический принцип интерсекционизма как вершины развития современного ему искусства в форме „художественно-математической формулы“: „Маринетти + Пикассо = Париж < Санта-Рита Пинтор + Фернанду Пессоа А́лвару де Кампуш !!!!“». Таким образом, по мнению поэта, интерсекционизм как порождение португальского гения Фернанду Пессоа, как поэтическое воплощение в поэзии А́лвару де Кампуша, так и живописное — в творчестве Санта Риты Пинтора — превзошёл все виды авангардного искусства.
Несмотря на участие в издании второго номера «Орфея» и принадлежность к его поколению, Санта Рита отстранился от теоретических изысков поэтов этого круга. Полемика больше касалась вопросов литературы нежели живописи. Главными фигурами тех дискуссий были А́лвару де Кампуш, гетероним Фернанду Пессоа, Раул Леал (Raul Leal) и Амадеу де Соуза-Кардозу. Во втором номере «Орфея» были опубликованы посвящённые Санта Рите Пинтору два поэтических сочинения: «Морская ода» А́лвару де Кампуша и «Элегия» Мариу де Са-Карнейру. Несмотря на это, как М. де Са-Карнейру, так и А. де Соуза-Кардозу не высоко оценивали талант Санта Риты Пинтора. Са-Карнейру с определённой жестокостью запечатлел словесный портрет эпатажного художника в одном из персонажей Confissão de Lúcio — детективной повести о любовном треугольнике. Амадеу де Соуза-Кардоза также ненавидел его, и напал на него как-то раз в кафе «Бразилейра». Хотя та атака произошла до того, как Санта Рита вынудил Соузу-Кардозу опубликовать пространные выдержки из манифестов Маринетти в лиссабонской монархической газете «День» (O Dia) 4 декабря 1916 года. Поэтому имя Санта Риты связано с одним из ключевых моментов португальского футуризма.
В начале XX века в изобразительном искусстве Португалии смешивались отзвуки импрессионизма, экспрессионизма, кубизма и нарождавшегося абстракционизма. Вот что писала о художнике Т. П. Каптерева: «Футуризм распространился в Португалии между 1915 и 1919 годами, его первым и, по существу, единственным лидером был Гильерме Санта Рита, называвший себя Санта Рита-Пинтор (художник). Санта Рита (1889—1918) среди своих сверстников предстал, пожалуй, самой неинтересной фигурой. Провозглашая уникальность собственной футуристической особы, Санта Рита на самом деле последовательным футуристом не был. Его основные работы, более близкие к дадаистам, представляли собой род схематичных и абсурдных технических чертежей, составленных из наложенных друг на друга прямоугольников, линий и зигзагов, снабжённых нелепо многозначительными надписями, как, например: „Научный образец головы+окулярный аппарат+динамическое зрительное восприятие+рефлексы среды+цвет“ (1914). Работы Санта Риты публиковались в журналах „Орфей“ (основан в 1915), „Футурист Португалии“ (основан в 1918) и вызывал озорные пародии в юмористической буржуазной печати» [Более точный перевод претенциозного названия коллажа: «Научный инструментарий головы + глазной аппарат + наложение зрительной динамики + отражения среды x свет (механическая чувствительность)» (Estojo scientífico de uma cabeça + aparelho ocular + sobreposição dynamica visual + reflexos de ambiente x luz (SENSIBILIDADE MECHANICA))].
Официально значилось, что подготовкой выпуска первого и единственного номера «Футуристической Португалии» занимался Карлуш Филипе Порфириу (Carlos Filipe Porfírio, 1895—1970), однако реальным руководителем проекта был Санта Рита. В том единственном номере был опубликован текст Бетенкура Ребелу (Bettencourt Rebello) о медиумической чувствительности Санта Риты, проиллюстрированный известной фотографией художника в клетчатом костюме, и были представлены фотографии четырёх работ первого португальского футуриста (первого наравне с Алмадой Негрейрушем). Публикация вызвала новый скандал, потому что весь тираж выпуска был арестован полицией в типографии и изъят из продажи за оскорбление моральных и государственных устоев.
В «Футуристической Португалии» (1917, № 1) вышли 4 фотографии, среди которых: 
- Orfeu nos Infernos, холст, масло, 55,0 × 65,5 см. не точно указан 1903 год, датируется 1913—1915 годами
- Perspectiva dinâmica de um quarto ao acordar, холст, масло; 1912
- Cabeça = linha – força. Complementarismo orgânico, гуашь, бумага; 1913

В работе «Орфей в пекле» (Orfeu nos infernos), ошибочно датированной 1903 годом («написана в возрасте 14 лет Санта Ритой Пинтором») на репродукции в единственном номере журнала «Футуристическая Португалия» (1917), столь же провоцирующе, сколь и саркастически изобразил своего художественного наставника Велозу Салгаду (Veloso Salgado) в образе Орфея. Ж. М. Шавеш (Joaquim Matos Chaves), автор единственной биографии художника, полагает, что данное полотно было создано значительно позднее — между 1913 и 1915 годами.
Умер от туберкулёза, ещё одной причиной кончины был сифилис. После смерти художника родственники уничтожили значительную часть его работ. В изданной к 100-летию рождения единственной биографии художника представлены репродукции всех сохранившихся работ, из которых 9 картин маслом, рисунки, эскизы и прочее. Главным образом творчество Санта Риты Пинтора известно по фотографиям.

## Публикации при жизни
- Santa Rita Pintor. A Torre Eiffel e o Genio do Futurismo :  [порт.] // Orpheu : revista trimestral de literatura / ed. por António Ferro e dir. de Fernando Pessoa e Mário de Sá-Carneiro e com ilustrações de Santa Rita Pintor. — 1915. — No. 1.
- Bettencourt J. R. de. Santa Rita Pintor :  [порт.] // Portugal Futurista : revista trimestral de literatura / ed. por António Ferro e dir. de Fernando Pessoa e Mário de Sá-Carneiro e com ilustrações de Santa Rita Pintor. — 1917. — No. 1. — P. 3—4.